# Fritz Bendix
Fritz Emil Bendix, född 12 januari 1847 i Köpenhamn, död där 6 mars 1914, var en dansk musiker. Han var bror till Otto och Victor Bendix.
Bendix blev student 1864, men ägnade sig senare åt musik, speciellt cello, på vilket instrument Ferdinand Rauch och Franz Neruda i Köpenhamn och Friedrich Grützmacher i Dresden var hans lärare. Åren 1866–71 vistades han i Tyskland, hade engagemeng i Meiningen och i Kassel och framträdde dessutom som solist och kammarmusiker. Åren 1871–1906 var han medlem av Det Kongelige Kapel i Köpenhamn, från 1887 även kapellregissör.
Bendix utgav barnsånger (1893), memoarverket Af en Kapelmusikers Erindringer (1913) och var även författare till den på Det Kongelige Teater i Köpenhamn 1884 uppförda enaktspjäsen Efter Prøven; under pseudonymen Carsten Holst utgav han skådespelet En Hustru.

## Utmärkelser
- Riddare av Dannebrogorden,  1898[1]
- Professors namn,  1907[1]

[Redigera Wikidata]